# نان مدال
نان مدال (انگلیسی: Nan Madol) یک شهر باستانی است که در نزدیکی ساحل شرقی جزیره پوناپی قرار دارد که تا سال ۱۶۲۸ پایتخت دودمان سادولور بود. موقعیت این شهر در جزیره تمون، ایالات فدرال میکرونزی است.